# Доноратико (Ливорно)
Доноратико је насеље у Италији у округу Ливорно, региону Тоскана.
Према процени из 2011. у насељу је живело 5046 становника. Насеље се налази на надморској висини од 23 м.